# Сіро Ісії

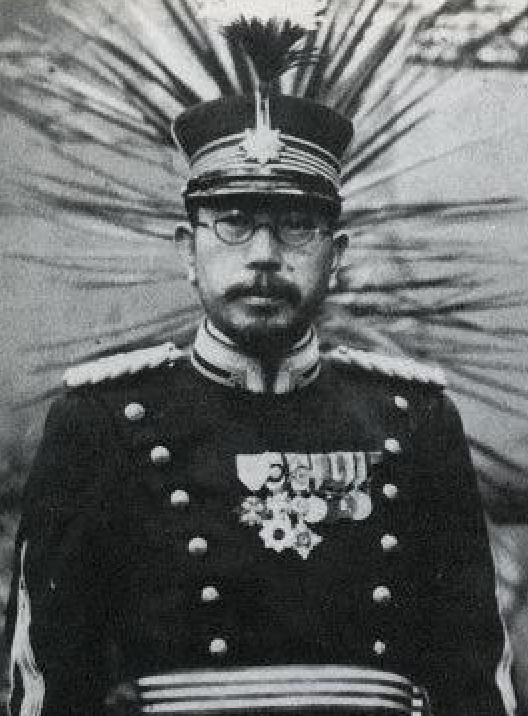
Шіро Ішії у військовій формі

Шіро Ішії (яп. 石井 四郎) —японський мікробіолог, військовий медичний працівник і воєнний злочинець, який обіймав посаду директора підрозділу 731, підрозділу який займався розробкою біологічної зброї, для Імператорської армії Японської імперії.
Шіро Ішії керував розробкою та застосуванням біологічної зброї в підрозділі 731, який розташовувався на території так званої Маньчжурської держави під час другої японсько-китайської війни яка тривала з 1937 по 1945 рік, також керував діяльністю підрозділу, пов'язаного із застосуванням бубонної чуми під час атак на китайські міста Чанде і Нінбо, а також плануванням операції «Цвіт вишні вночі» — атаки з використанням біологічної зброї проти США. Шіро Ішії та його колеги також брали участь в експериментах над людьми, в результаті чого загинуло понад 10 000 людей, більшість з яких були цивільними або військовополоненими. Пізніше уряд США надав членам загону 731 імунітет у Міжнародному військовому трибуналі для Далекого Сходу в обмін на інформацію та їхні дослідження для програми біологічної зброї США.

## Біографія

### Ранні роки
Сіро Ісії народився в Шибаямі в префектурі Тіба, Японська імперія, четвертим сином Кацуї Ісії, місцевого землевласника і виробника саке. Сім'я Ісії була найбільшим землевласником громади та здійснювала феодальне панування над місцевим селом та навколишніми хуторами. Молодий Сіро Ісії навчався в імперській школі Тіба в місті Тіба і в четвертій середній школі в Канадзаві, префектура Ісікава. Він був «улюбленим учнем» і, як кажуть, мав фотографічну пам'ять, і був здатний декламувати складний текст від обкладинки до обкладинки за одне читання. Деякі з однокласників вважали його нахабним, грубим і зарозумілим. Потім Сіро Ісії вивчав медицину в Кіотському імператорському університеті.

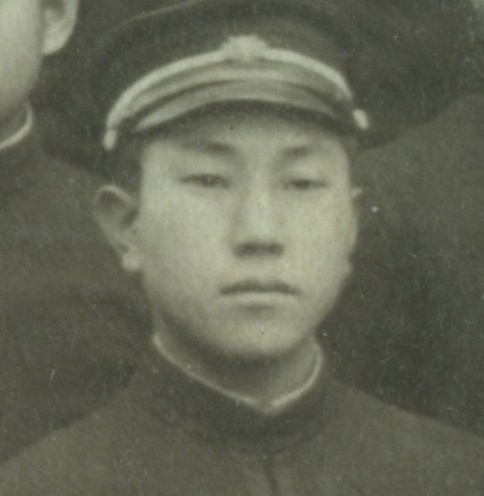
Фото Сіро Ісії як учня початкових класів імперської школи Чіба

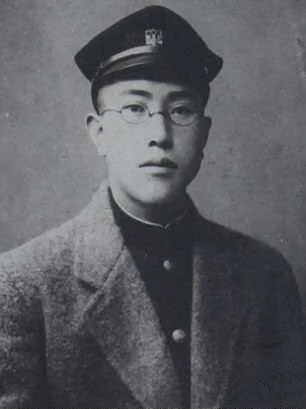
Випускна фотографія Сіро Ісії з медичної кафедри Кіотського імператорського університету 1920 року.

У 1921 році Сіро Ісії був зарахований до імператорської армії Японської імперії як військовий хірург у званні армійського хірурга другого класу (лейтенант хірург). У 1922 році Сіро Ісії був призначений до 1-го армійського госпіталю та армійської медичної школи в Токіо, де його робота вразила його начальство настільки, що дозволило йому повернутися до Кіотського імперського університету, щоб отримати післядипломну медичну школу в 1924 році. Під час навчання Сіро Ісії часто вирощував бактерії «домашніх тварин» у кількох чашках Петрі, і його дивна практика вирощування бактерій як супутників, а не як досліджуваних зробила його відомим серед співробітників університету. Він погано ладив з однокласниками; вони доходили до люті через його «нав'язливу поведінку» та «байдужість». Один з його наставників, професор Рен Кімура, згадував, що Сіро Ісії мав дивну звичку виконувати лабораторну роботу посеред ночі, використовуючи лабораторне устаткування, яке раніше було ретельно очищено його однокласниками. Його однокласники «справді розлютилися, коли наступного ранку зайшли та виявили брудне лабораторне обладнання». У 1925 році Сіро Ісії отримав звання армійського хірурга першого класу (капітан хірург).

### Проєкт біологічної зброї
У 1927 році Сіро Ісії виступав за створення японської програми біологічної зброї, а в 1928 році розпочав дворічне турне країнами західного світу, де він проводив широкі дослідження наслідків використання біологічної зброї та розвитку хімічної війни з початку першої світової війни. Подорож Сіро Ісії була дуже успішною, що допомогло йому здобути заступництво японського генерала Аракі Садао, який був тогочасним міністром армії в уряді Японської імперії.  Сіро Ісії також отримав підтримку ідеологічного суперника Аракі Садао, в японській армії, генерал-майора Тецузана Нагати, який пізніше вважався «найактивнішим прихильником Сіро Ісії» під час судових процесів у Хабаровську. У січні 1931 року Сіро Ісії отримав звання старшого армійського хірурга третього класу (майор хірург). За словами послідовників Сіро Ісії, він був надзвичайно лояльним до японського імператора, мав «ентузіазм» і «сміливе й безтурботне ставлення», з ексцентричними робочими звичками, такими як робота пізно ввечері в лабораторії після спілкування з друзями в місті. Він також був відомий своїми звичками пияцтва, жіноцтва та розкрадання, які його колеги терпіли. Сіро Ісії описували як запеклого японського націоналіста, і це допомогло йому отримати доступ до людей, які могли надати йому кошти.
У 1935 році Сіро Ісії отримав звання старшого армійського хірурга другого класу (хірург підполковник). 1 серпня 1936 року Сіро Ісії отримав офіційний контроль над Загоном 731 та його дослідницькими установами. У цих установах Сіро Ісії та його люди проводили експерименти над живими людьми, включаючи, але не обмежуючись таким: зараження живих суб'єктів чумними щурами, вимушена вагітність, вівісекція (часто проводилися без анестезії), а також викликали обмороження та намагалися його вилікувати.

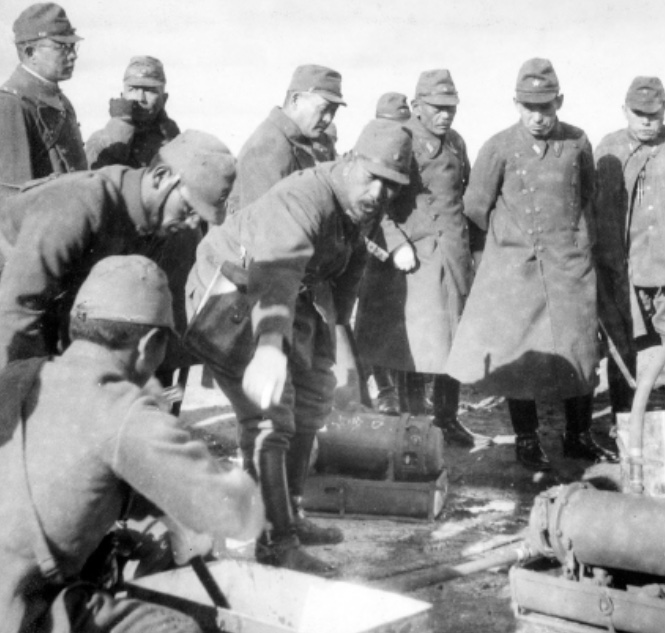
Сіро Ісії в 1939 році оглядає фільтри для води в битві на Халхін-Голі

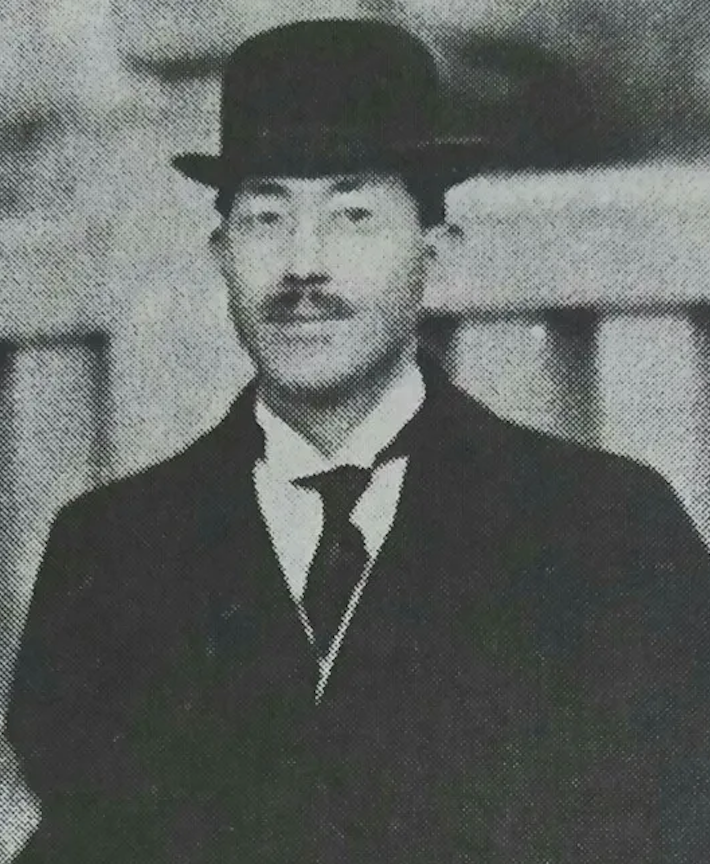
Сіро Ісії

Колишній член загону 731 згадував у 1998 році, що коли він вперше зустрів Сіро Ісії в Токіо, він був здивований появою свого командира: «Сіро Ісії був неохайно одягнений. Його форма була вкрита плямами їжі та попелом від численних сигарет. Його офіцерський меч був погано закріплений і волочився по підлозі». Проте в Маньчжурії Сіро Ісії перетворився на іншу людину: «він був одягнений бездоганно. Його мундир був бездоганний, а меч був правильно зав'язаний».
Подальші підвищення для Сіро Ісії будуть продовжені; він отримав звання старшого армійського хірурга першого класу (полковник хірург) у 1938 році, помічника генерального хірурга (генерал-майор) у березні 1941 року та генерал-хірург (хірург генерал-лейтенант) у березні 1945 року. Ближче до кінця війни Сіро Ісії розробить план поширення чумних бліх уздовж населеного західного узбережжя США, відомий як операція «Цвітіння сакури вночі». Цей план не був реалізований через капітуляцію Японської імперії 15 серпня 1945 року. Сіро Ісії та японський уряд намагалися приховати обладнання та експерименти, але в кінцевому підсумку зазнали невдачі зі своєю секретною університетською лабораторією в Токіо та своєю головною лабораторією в Харбіні, на території Республіки Китай. Виставковий зал воєнних злочинів загону 731 імператорської армії Японської імперії (731罪证陈列馆) у Харбіні донині є музеєм цього японського підрозділу та звірств, які вони вчинили.

### Надання імунітету від переслідування за воєнні злочини
Сіро Ісії був заарештований владою США під час окупації Японії наприкінці другої світової війни та разом з іншими лідерами мав бути ретельно допитаний радянською владою. Натомість Сіро Ісії та його команді вдалося домовитися з США та отримати імунітет у 1946 році за воєнні злочини перед Токійським трибуналом в обмін на їхнє повне розкриття. Хоча СРСР бажала, щоб судове переслідування відбулося, США заперечили після звітів американських мікробіологів-розслідувачів. Серед них був Едвін Хілл, начальник форту Детрік, у доповіді якого зазначено, що інформація була «абсолютно неоціненною»; її «ніколи не можна було б отримати в США через сумніви, пов'язані з експериментами на людях», і «інформація була отримана досить дешево». 6 травня 1947 року Дуглас Макартур написав у Вашингтон, округ Колумбія, що «додаткові дані, можливо, деякі заяви Сіро Ісії, ймовірно, можна отримати, повідомивши причетним японцям, що інформація буде зберігатися в каналах розвідки і не буде використовуватися як доказ воєнних злочинів».

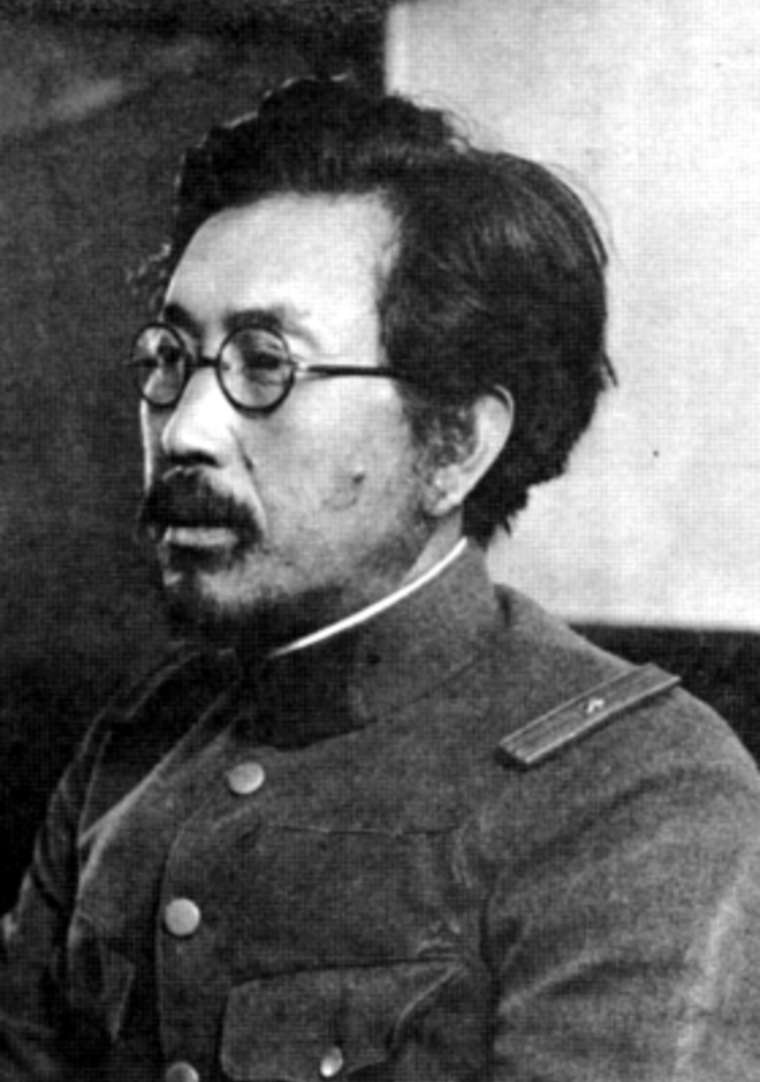
Сіро Ісії приблизно 1932 рік

Угода про недоторканність Сіро Ісії була укладена в 1948 році, і він ніколи не був притягнутий до відповідальності за будь-які воєнні злочини, а його точне місцеперебування чи діяльність були невідомі з 1947 року. Річард Дрейтон, викладач історії Кембриджського університету, стверджував, що пізніше Сіро Ісії поїхав у Меріленд, щоб надати поради з питань біологічної зброї. Інше джерело розповідає, що він залишився в післявоєнній Японії, де відкрив клініку, безоплатно проводячи обстеження та лікування. Сіро Ісії вів щоденник, але в ньому не згадувалося жодної з його воєнних дій з підрозділом 731.

### Смерть
В останні роки життя Сіро Ісії не міг говорити чітко; йому було незручно, він приймав знеболюючі препарати і говорив різким голосом. Він помер 9 жовтня 1959 року від раку гортані у віці 67 років у лікарні Синдзюку, Токіо. Цікаво, що один з кумирів Сіро Ісії, адмірал Тоґо Хейхатіро, також помер від раку горла. Похорон Сіро Ісії очолив Масаджі Кітано, який був його заступником, у загоні 731. За словами його дочки, Сіро Ісії навернувся в католицизм незадовго до своєї смерті.

Дочка Сіро Ісії, Харумі Ісії, згадала, що незадовго до його смерті стан здоров'я Ісії погіршився:
Одного разу він узяв у себе зразок тканини для медичного факультету Токійського університету та попросив одного зі своїх колишніх підлеглих вивчити його, не сказавши йому, кому він належав. Коли йому сказали, що тканина пронизана на рак, він гордо закричав, що теж так думав. Жоден лікар не наважився сказати йому, що в нього рак горла. Зрештою, він переніс операцію і втратив голос. Він до останнього дня серйозно вивчав медицину, роблячи нотатки про свій фізичний стан. Він сказав своєму старому професору Рену Кімуре, який прийшов до нього в гості в той час: «Тепер все скінчено», написавши повідомлення, тому що він більше не міг говорити. Незадовго до своєї смерті він попросив хрещення у покійного професора Германа Хойверса, колишнього президента Софійського університету в Токіо. Доктор Хьюверс та мій батько були знайомі ще до війни. Мій батько дуже поважав німецький народ та його культуру. Він був охрещений в Римо-католицькій церкві прийняв ім'я Йосип. Мені здається, батьку якось полегшало. Unit 731: The Japanese Army's Secret Of Secrets (1989, стор 298).

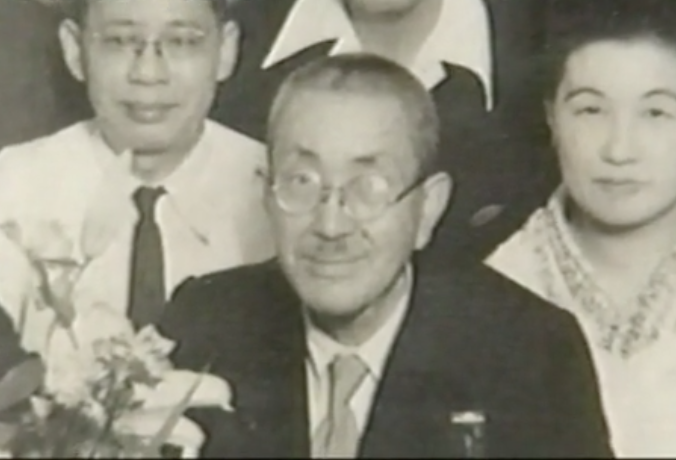
Сіро Ісії на вечірці возз'єднання членів загону 731 після війни

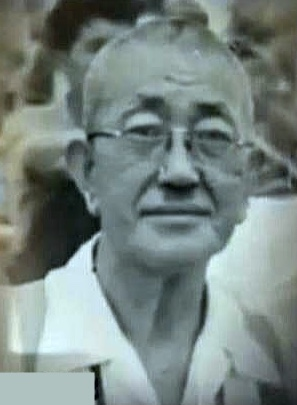
Сіро Ісії після війни

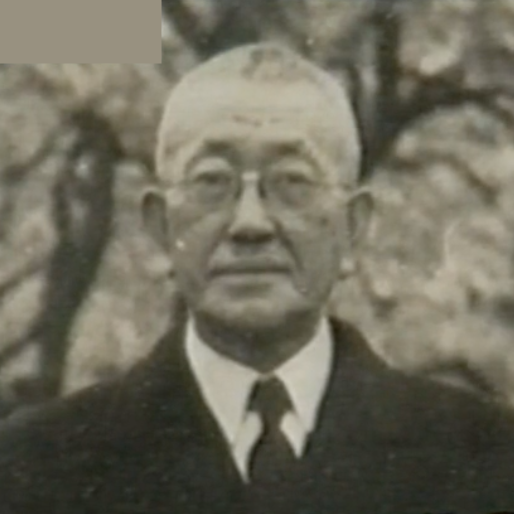
Сіро Ісії похилого віку

## Популярна культура
- Зіграв Мін Джи Хван у телесеріалі MBC «Очі світанку» 1991—1992 років.
- У 7 серії 6 сезону «Чорний список» (телесеріал) під назвою «Генерал Сіро» вбивця використовує жуків, щоб націлитися на жертв, причетних до створення пестицидів. Багато посилань було зроблено щодо справжнього генерала Сіро.
- Зіграв Ган Ван у фільмі «Чоловіки за сонцем» 1988 року.
- Американська треш-метал-група Slayer випустила пісню про Ішіі та його військові злочини під назвою «Unit 731» у своєму альбомі 2009 року World Painted Blood. Пісня схожа на відому пісню Slayer про військового злочинця з Осі Йозефа Менгеле «Angel of Death». Як і «Angel of Death», пісню написав гітарист Slayer Джефф Ханнеман, який сам був істориком-аматором Другої світової війни.

### Цитати
1. 1 2  Deutsche Nationalbibliothek Record #1065059485 // Gemeinsame Normdatei — 2012—2016.
2. 1 2  Bibliothèque nationale de France BNF: платформа відкритих даних — 2011.
3. 1 2  Harris, Sheldon (2002). Factories Of Death. с. 14.
4. ↑  Sheldon Harris, Factories of Death, 2002, p. 142
5. ↑  Harris, Sheldon H. (1994). Factories of Death: Japanese Biological Warfare, 1932-45, And the American Cover-up. New York: Routledge. с. 58. ISBN 9780415932141.
6. ↑  Harris, Sheldon H. (1994). Factories of Death: Japanese Biological Warfare, 1932-45, And the American Cover-up. New York: Routledge. с. 39. ISBN 9780415932141.
7. ↑  Harris, Sheldon (2002). Factories Of Death. с. 15.
8. 1 2  BBC Horizon "Biology at War: A Plague in the Wind" (29 Oct. 1984)
9. ↑  Brody, Howard; Leonard, Sarah E.; Nie, Jing-Bao; Weindling, Paul (April 2014). United States Responses to Japanese Wartime Inhuman Experimentation after World War II: National Security and Wartime Exigency. Cambridge Quarterly of Healthcare Ethics. 23 (2): 220—230. doi:10.1017/S0963180113000753. PMC 4487829. PMID 24534743.
10. ↑  Kaye, Jeffrey (27 квітня 2021). Department of Justice Official Releases Letter Admitting U.S. Amnesty of Unit 731 War Criminals. Medium. Архів оригіналу за 10 березня 2022. Процитовано 15 лютого 2022.
11. ↑  Hal Gold, Unit 731 Testimony, 2003, p. 109
12. ↑  Drayton, Richard (10 травня 2005). An ethical blank cheque. The Guardian. Архів оригіналу за 22 грудня 2017. Процитовано 4 червня 2009.
13. ↑  Daughter's Eye View of Lt. Gen Ishii, Chief of Devil's Brigade. The Japan Times. 29 серпня 1982.
14. ↑  青木冨貴子「731 – 石井四郎と細菌戦部隊の闇を暴く」新潮社(新潮文庫)、2005年。ISBN 4103732059[сторінка?]
15. ↑  Deane, H. (1999). The Korean War 1945–1953. China Books. с. 155. ISBN 978-0835126441. Архів оригіналу за 8 листопада 2021. Процитовано 8 липня 2017.